# Michaël Llodra
Michaël Llodra (Parigi, 10 maggio 1980) è un allenatore di tennis ed ex tennista francese.
La grande passione per il gioco di Stefan Edberg lo ha portato a specializzarsi nel Serve & Volley.
Nel novembre del 2014 ha giocato il suo ultimo match da professionista. Ha vinto 5 titoli ATP in singolare, ma è noto soprattutto per i suoi trionfi in doppio (26).

## Carriera
Coglie il suo successo più importante vincendo, nel 2008, l'ABN AMRO World tennis Tournament di Rotterdam, battendo in finale Robin Söderling.
Il 3 novembre 2014 gioca la sua ultima partita in singolare da professionista, sconfitto (6-2 6-2), da Tobias Kamke, nel Challenger Mouilleron-le-Captive. Dopo il match afferma "È stata la mia ultima partita. Sono molto emozionato, ma anche sollevato. Ora voglio dedicarmi ad altre cose, voglio vedere crescere i miei figli. Nella mia carriera ho avuto l'opportunità di realizzare tutti i sogni che avevo da bambino. Gli ultimi cinque anni sono stati fantastici, ho vinto dei titoli, ho giocato per la mia nazionale e ho conquistato anche la medaglia olimpica. Ma arriva un momento in cui è giusto dire basta”.
Il 5 novembre 2015 dichiara ufficialmente il suo ritiro.

## Dopo il ritiro
Vive in Francia con la moglie e i loro tre figli.

## Statistiche

### Singolare

#### Vittorie (5)
| Legenda                                                |
| Grande Slam (0)                                        |
| ATP World Tour Finals (0)                              |
| ATP Masters Series / ATP Masters 1000 (0)              |
| ATP International Series Gold / ATP World Tour 500 (1) |
| ATP International Series / ATP World Tour 250 (4)      |

| N. | Data             | Torneo                                           | Superficie  | Avversario in finale   | Punteggio           |
| 1. | 14 giugno 2004   | Rosmalen Open, 's-Hertogenbosch                  | Erba        | Guillermo Coria        | 6-3, 6-4            |
| 2. | 31 dicembre 2007 | Next Generation Adelaide International, Adelaide | Cemento     | Jarkko Nieminen        | 6-3, 6-4            |
| 3. | 18 febbraio 2008 | Rotterdam Open, Rotterdam                        | Cemento (i) | Robin Söderling        | 6(3)–7, 6-3, 7–6(4) |
| 4. | 21 febbraio 2010 | Open 13, Marsiglia                               | Cemento (i) | Julien Benneteau       | 6-3, 6-4            |
| 5. | 19 giugno 2010   | Eastbourne International, Eastbourne             | Erba        | Guillermo García López | 7-5, 6-2            |

#### Finali perse (5)
| N. | Data             | Torneo                              | Superficie     | Avversario in finale  | Punteggio   |
| 1. | 5 gennaio 2004   | Adelaide International, Adelaide    | Cemento        | Dominik Hrbatý        | 4-6, 0-6    |
| 2. | 13 giugno 2005   | Rosmalen Open, 's-Hertogenbosch     | Erba           | Mario Ančić           | 5-7, 4-6    |
| 3. | 16 febbraio 2009 | Open 13, Marsiglia (1)              | Cemento indoor | Jo-Wilfried Tsonga    | 5-7, 6(3)–7 |
| 4. | 31 ottobre 2009  | Grand Prix de Tennis de Lyon, Lione | Cemento indoor | Ivan Ljubičić         | 5-7, 3-6    |
| 5. | 26 febbraio 2012 | Open 13, Marsiglia (2)              | Cemento indoor | Juan Martín del Potro | 4-6, 4-6    |

### Doppio

#### Vittorie (26)
| Legenda                                                |
| Grande Slam (3)                                        |
| ATP World Tour Finals (1)                              |
| ATP Masters Series / ATP Masters 1000 (3)              |
| ATP International Series Gold / ATP World Tour 500 (6) |
| ATP International Series / ATP World Tour 250 (13)     |

| N.  | Data              | Torneo                                      | Superficie       | Compagno         | Avversari in finale                  | Punteggio              |
| 1.  | 1º maggio 2000    | Open de Tenis Comunidad Valenciana, Maiorca | Terra rossa      | Diego Nargiso    | Alberto Martín Fernando Vicente      | 7–6(2), 7–6(3)         |
| 2.  | 13 gennaio 2003   | Australian Open, Melbourne                  | Cemento          | Fabrice Santoro  | Mark Knowles Daniel Nestor           | 6-4, 3-6, 6-3          |
| 3.  | 19 gennaio 2004   | Australian Open, Melbourne                  | Cemento          | Fabrice Santoro  | Bob Bryan Mike Bryan                 | 7–6(4), 6-3            |
| 4.  | 23 agosto 2004    | Pilot Pen Tennis, Long Island               | Cemento          | Antony Dupuis    | Yves Allegro Michael Kohlmann        | 6-2, 6-4               |
| 5.  | 25 ottobre 2004   | St. Petersburg Open, San Pietroburgo        | Sintetico indoor | Arnaud Clément   | Dominik Hrbatý Jaroslav Levinský     | 6-3, 6-2               |
| 6.  | 2 maggio 2005     | Internazionali d'Italia, Roma               | Terra rossa      | Fabrice Santoro  | Bob Bryan Mike Bryan                 | 6-4, 6-2               |
| 7.  | 3 ottobre 2005    | Open de Moselle, Metz                       | Cemento indoor   | Fabrice Santoro  | José Acasuso Sebastián Prieto        | 5-2, 3-5, 5-44         |
| 8.  | 24 ottobre 2005   | Grand Prix de Tennis de Lyon, Lione         | Sintetico indoor | Fabrice Santoro  | Jeff Coetzee Rogier Wassen           | 6-3, 6-1               |
| 9.  | 13 novembre 2005  | Tennis Masters Cup, Shanghai                | Sintetico indoor | Fabrice Santoro  | Leander Paes Nenad Zimonjić          | 6(6)–7, 6-3, 7–6(4)    |
| 10. | 30 ottobre 2006   | Paris Masters, Parigi                       | Sintetico indoor | Arnaud Clément   | Fabrice Santoro Nenad Zimonjić       | 6-4, 6-2               |
| 11. | 12 febbraio 2007  | Open 13, Marsiglia                          | Cemento indoor   | Arnaud Clément   | Mark Knowles Daniel Nestor           | 7-5, 4-6, [10-8]       |
| 12. | 25 giugno 2007    | Wimbledon, Londra                           | Erba             | Arnaud Clément   | Bob Bryan Mike Bryan                 | 6(5)–7, 6-3, 6-4, 6-4  |
| 13. | 1º ottobre 2007   | Open de Moselle, Metz                       | Cemento indoor   | Arnaud Clément   | Mariusz Fyrstenberg Marcin Matkowski | 6-1, 6-4               |
| 14. | 3 marzo 2008      | Tennis Channel Open, Las Vegas              | Cemento indoor   | Julien Benneteau | Bob Bryan Mike Bryan                 | 6-4, 4-6, [10-8]       |
| 15. | 29 settembre 2008 | Open de Moselle, Metz                       | Cemento indoor   | Arnaud Clément   | Mariusz Fyrstenberg Marcin Matkowski | 5-7, 6-3, [10-8]       |
| 16. | 20 ottobre 2008   | Grand Prix de Tennis de Lyon, Lione         | Sintetico indoor | Andy Ram         | Stephen Huss Ross Hutchins           | 6-3, 5-7, [10-8]       |
| 17. | 16 febbraio 2009  | Open 13, Marsiglia                          | Cemento indoor   | Arnaud Clément   | Julian Knowle Andy Ram               | 3-6, 6-3, [10-8]       |
| 18. | 21 febbraio 2010  | Open 13, Marsiglia                          | Cemento indoor   | Julien Benneteau | Julian Knowle Robert Lindstedt       | 6-4, 6-3               |
| 19. | 7 agosto 2011     | Washington Open, Washington                 | Cemento          | Nenad Zimonjić   | Robert Lindstedt Horia Tecău         | 6(3)–7, 7–6(6), [10-7] |
| 20. | 14 agosto 2011    | Canadian Open, Montréal                     | Cemento          | Nenad Zimonjić   | Bob Bryan Mike Bryan                 | 6-4, 6(5)–7, [10-5]    |
| 21. | 9 ottobre 2011    | China Open, Pechino                         | Cemento          | Nenad Zimonjić   | Robert Lindstedt Horia Tecău         | 7–6(2), 7–6(4)         |
| 22. | 6 novembre 2011   | Swiss Indoors Basel, Basilea                | Cemento          | Nenad Zimonjić   | Maks Mirny Daniel Nestor             | 6-4, 7-5               |
| 23. | 19 febbraio 2012  | Rotterdam Open, Rotterdam                   | Cemento          | Nenad Zimonjić   | Robert Lindstedt Horia Tecău         | 4-6, 7-5, [16-14]      |
| 24. | 10 febbraio 2013  | Open Sud de France, Montpellier             | Cemento          | Marc Gicquel     | Johan Brunström Raven Klaasen        | 6-3, 3-6, [11-9]       |
| 25. | 2 marzo 2013      | Dubai Tennis Championships, Dubai           | Cemento          | Mahesh Bhupathi  | Robert Lindstedt Nenad Zimonjić      | 7–6(6), 7–6(6)         |
| 26. | 16 febbraio 2014  | Rotterdam Open, Rotterdam                   | Cemento indoor   | Nicolas Mahut    | Jean-Julien Rojer Horia Tecău        | 6-2, 7–6(4)            |

#### Finali perse (19)
| N.  | Data              | Torneo                           | Superficie       | Compagno           | Avversari in finale                   | Punteggio                     |
| 1.  | 14 gennaio 2002   | Australian Open, Melbourne       | Cemento          | Fabrice Santoro    | Mark Knowles Daniel Nestor            | 6(4)–7, 3-6                   |
| 2.  | 22 luglio 2002    | Los Angeles Open, Los Angeles    | Cemento          | Justin Gimelstob   | Sébastien Grosjean Nicolas Kiefer     | 4-6, 4-6                      |
| 3.  | 14 aprile 2003    | Monte Carlo Masters, Monte Carlo | Terra rossa      | Fabrice Santoro    | Mahesh Bhupathi Maks Mirny            | 4-6, 6-3, 6(6)–7              |
| 4.  | 5 maggio 2003     | Internazionali d'Italia, Roma    | Terra rossa      | Fabrice Santoro    | Wayne Arthurs Paul Hanley             | 1-6, 3-6                      |
| 5.  | 29 settembre 2003 | Open de Moselle, Metz            | Cemento indoor   | Fabrice Santoro    | Julien Benneteau Nicolas Mahut        | 6(2)–7, 3-6                   |
| 6.  | 27 ottobre 2003   | Paris Masters, Parigi            | Sintetico indoor | Fabrice Santoro    | Wayne Arthurs Paul Hanley             | 3-6, 6-1, 3-6                 |
| 7.  | 8 novembre 2003   | Tennis Masters Cup, Houston      | Cemento          | Fabrice Santoro    | Bob Bryan Mike Bryan                  | 7–6(6), 3-6, 6-3, 6(3)–7, 4-6 |
| 8.  | 5 gennaio 2004    | Brisbane International, Adelaide | Cemento          | Arnaud Clément     | Bob Bryan Mike Bryan                  | 5-7, 3-6                      |
| 9.  | 24 maggio 2004    | Open di Francia, Parigi          | Terra rossa      | Fabrice Santoro    | Xavier Malisse Olivier Rochus         | 5-7, 5-7                      |
| 10. | 10 gennaio 2005   | Sydney International, Sydney     | Cemento          | Arnaud Clément     | Mahesh Bhupathi Todd Woodbridge       | 3-6, 3-6                      |
| 11. | 9 maggio 2005     | German Open Hamburg, Amburgo     | Terra rossa      | Fabrice Santoro    | Jonas Björkman Maks Mirny             | 6-4, 6(2)–7, 6(3)–7           |
| 12. | 25 settembre 2007 | Thailand Open, Bangkok           | Cemento indoor   | Nicolas Mahut      | Sonchat Ratiwatana Sanchai Ratiwatana | 6-3, 5-7, [7-10]              |
| 13. | 7 ottobre 2007    | Stockholm Open, Stoccolma        | Cemento indoor   | Arnaud Clément     | Jonas Björkman Maks Mirny             | 4-6, 4-6                      |
| 14. | 14 gennaio 2008   | Australian Open, Melbourne       | Cemento          | Arnaud Clément     | Jonathan Erlich Andy Ram              | 5-7, 6(4)–7                   |
| 15. | 21 settembre 2009 | Open de Moselle, Metz            | Cemento indoor   | Arnaud Clément     | Colin Fleming Ken Skupski             | 6-2, 4-6, [5-10]              |
| 16. | 9 agosto 2010     | Canadian Open, Toronto           | Cemento          | Julien Benneteau   | Bob Bryan Mike Bryan                  | 5-7, 3-6                      |
| 17. | 16 ottobre 2011   | Shanghai Masters, Shanghai       | Cemento          | Nenad Zimonjić     | Maks Mirny Daniel Nestor              | 3-6, 6-1, [12-10]             |
| 18. | 4 agosto 2012     | Giochi Olimpici, Londra          | Erba             | Jo-Wilfried Tsonga | Bob Bryan Mike Bryan                  | 6-4, 7–6(2)                   |
| 19. | 8 giugno 2013     | Open di Francia, Parigi (2)      | Terra battuta    | Nicolas Mahut      | Bob Bryan Mike Bryan                  | 6-4, 4-6, 7–6(4)              |

### Tornei minori

#### Singolare

##### Vittorie (8)
| Legenda tornei minori |
| Challenger (6)        |
| Futures (2)           |

| N. | Data              | Torneo                        | Superficie       | Avversario in finale   | Punteggio           |
| 1. | 26 settembre 1999 | France F12, Plaisir           | Cemento indoor   | Jean-François Bachelot | 4-6, 7–6(3), 7–6(4) |
| 2. | 17 ottobre 1999   | France F15, Saint-Dizier      | Cemento indoor   | Jean-Michel Péquery    | 6-3, 2-6, 6-2       |
| 3. | 29 gennaio 2001   | Heilbronn Open, Heilbronn     | Sintetico indoor | Goran Ivanišević       | 6-3, 6-4            |
| 4. | 5 febbraio 2001   | Hamburg Challenger, Amburgo   | Sintetico indoor | Jan Vacek              | 6-4, 6-3            |
| 5. | 7 ottobre 2002    | Grenoble Challenger, Grenoble | Cemento indoor   | Irakli Labadze         | 6-4, 6-3            |
| 6. | 2 ottobre 2006    | Grenoble Challenger, Grenoble | Cemento indoor   | Nicolas Tourte         | 6-2, 6-2            |
| 7. | 23 ottobre 2006   | Kolding Challenger, Kolding   | Cemento indoor   | Ramon Sluiter          | 6-4, 6-4            |
| 8. | 23 ottobre 2011   | Open d'Orléans, Orléans       | Cemento indoor   | Arnaud Clément         | 7–5, 6–1            |

##### Finali perse (7)
| Legenda tornei minori |
| Challenger (5)        |
| Futures (2)           |

| N. | Data              | Torneo                                      | Superficie     | Avversario in finale | Punteggio           |
| 1. | 29 agosto 1999    | Belarus F1, Minsk                           | Erba           | Michail Južnyj       | 3-6, 4-6            |
| 2. | 24 ottobre 1999   | France F16, La Roche-sur-Yon                | Cemento indoor | Régis Lavergne       | 4-6, 1-2, ritiro    |
| 3. | 14 maggio 2001    | Jerusalem Challenger, Gerusalemme           | Cemento        | Noam Okun            | 4-6, 1-6            |
| 4. | 18 settembre 2006 | Open d'Orleans, Orléans                     | Cemento        | Olivier Rochus       | 6(0)–7, 6(6)–7      |
| 5. | 29 gennaio 2007   | Heilbronn Open, Heilbronn                   | Cemento        | Michael Berrer       | 6-5, ritiro         |
| 5. | 17 maggio 2010    | Tournoi International de Bordeaux, Bordeaux | Terra rossa    | Richard Gasquet      | 6-4, 1-6, 4-6       |
| 6. | 7 ottobre 2012    | Mons Challenger, Mons                       | Cemento indoor | Kenny De Schepper    | 6(7)–7, 6-4, 6(4)–7 |

### Risultati in progressione
| Sigla | Risultato               |
| ----- | ----------------------- |
| V     | Vincitore               |
| F     | Finalista               |
| SF    | Semifinalista           |
| O     | Oro olimpico            |
| A     | Argento olimpico        |
| SF    | Bronzo olimpico         |
| QF    | Quarti di Finale        |
| 4T    | Quarto turno            |
| 3T    | Terzo turno             |
| 2T    | Secondo turno           |
| 1T    | Primo turno             |
| RR    | Round Robin             |
| LQ    | Turno di qualificazione |
| A     | Assente                 |
| ND    | Non disputato           |

| Legenda superfici    |
| -------------------- |
| Cemento              |
| Terra battuta        |
| Erba                 |
| Superficie variabile |

#### Singolare nei tornei del Grande Slam
| Torneo          | 2000 | 2001 | 2002 | 2003 | 2004 | 2005 | 2006 | 2007 | 2008 | 2009 | 2010 | 2011 | 2012 | 2013 | 2014 |
| --------------- | ---- | ---- | ---- | ---- | ---- | ---- | ---- | ---- | ---- | ---- | ---- | ---- | ---- | ---- | ---- |
| Australian Open | 2T   | A    | 1T   | 1T   | A    | 1T   | 1T   | 1T   | 1T   | 1T   | 2T   | 2T   | 3T   | 1T   | 1T   |
| Open di Francia | 1T   | 1T   | 1T   | 1T   | 4T   | 1T   | 1T   | 3T   | 4T   | 1T   | 1T   | 1T   | 2T   | 2T   | 1T   |
| Wimbledon       | 2T   | 1T   | 1T   | 2T   | 1T   | 1T   | A    | 2T   | 1T   | 2T   | 2T   | 4T   | 1T   | 2T   | A    |
| US Open         | A    | A    | 2T   | A    | 4T   | 1T   | A    | 2T   | 2T   | 1T   | 3T   | 2T   | 1T   | 1T   | 2T   |

#### Doppio nei tornei del Grande Slam
| Torneo          | 1999 | 2000 | 2001 | 2002 | 2003 | 2004 | 2005 | 2006 | 2007 | 2008 | 2009 | 2010 | 2011 | 2012 | 2013 | 2014 |
| --------------- | ---- | ---- | ---- | ---- | ---- | ---- | ---- | ---- | ---- | ---- | ---- | ---- | ---- | ---- | ---- | ---- |
| Australian Open | A    | A    | 1T   | F    | V    | V    | QF   | 2T   | 1T   | F    | A    | 1T   | QF   | 3T   | 1T   | SF   |
| Open di Francia | 2T   | 1T   | QF   | 2T   | 4T   | F    | 2T   | 4T   | 4T   | 1T   | 1T   | 4T   | SF   | QF   | F    | 3T   |
| Wimbledon       | A    | 2T   | 4T   | 1T   | 3T   | A    | QF   | A    | V    | A    | A    | QF   | SF   | 3T   | 2T   | SF   |
| US Open         | A    | 1T   | 1T   | 2T   | SF   | 2T   | 1T   | QF   | 2T   | 1T   | QF   | 2T   | 3T   | 1T   | 3T   | 2T   |

#### Doppio misto nei tornei del Grande Slam
| Torneo          | 2000 | 2001 | 2002 | 2003 | 2004 | 2005 | 2006 | 2007 | 2008 | 2009 | 2010 | 2011 | 2012 |
| --------------- | ---- | ---- | ---- | ---- | ---- | ---- | ---- | ---- | ---- | ---- | ---- | ---- | ---- |
| Australian Open | A    | A    | A    | A    | A    | A    | A    | A    | A    | A    | A    | A    | A    |
| Open di Francia | 1T   | 1T   | 2T   | 1T   | 2T   | 1T   | 1T   | 1T   | A    | A    | QF   | A    | 1T   |
| Wimbledon       | 3T   | A    | A    | A    | A    | A    | A    | A    | A    | A    | A    | A    | A    |
| US Open         | A    | A    | A    | A    | A    | A    | A    | A    | A    | A    | A    | A    | A    |